# Ça (psychanalyse)
Pour les articles homonymes, voir Ca.
Le Ça (en allemand : Es), notion qui doit son origine à Georg Groddeck, est devenu chez Sigmund Freud, notamment avec son ouvrage Le Moi et le Ça (1923), l'une des trois instances de la seconde topique correspondant principalement à l'inconscient de la première topique, même si des contenus inconscients se trouvent également dans les deux autres instances que sont le Moi et le Surmoi. 

## Définition

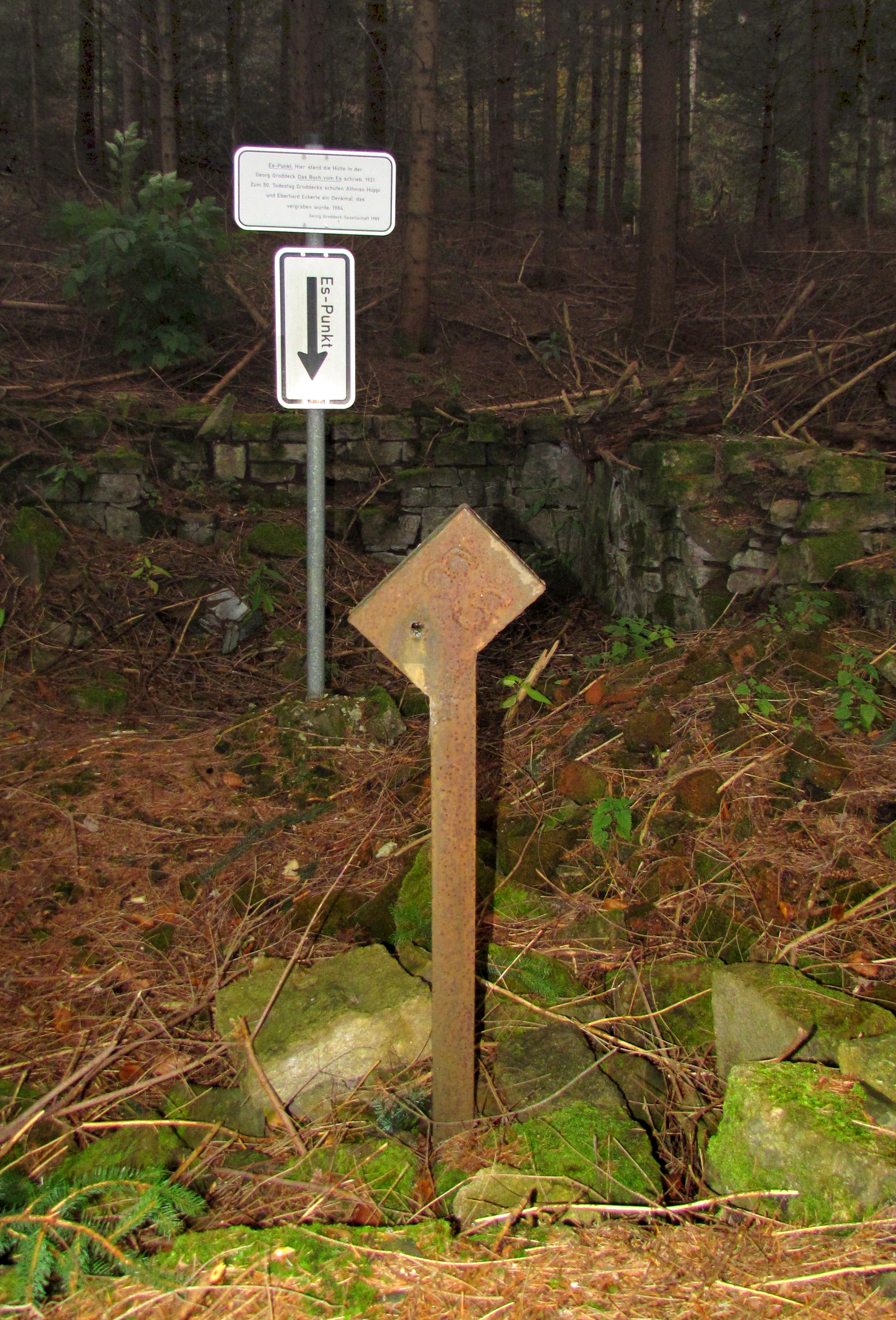
Baden-Baden, monument pour le Es-Punkt (« Point Es ») : Ici se trouvait la cabane où, en 1921, Georg Groddeck a écrit Das Buch vom Es. Freud a emprunté la notion de Es (« ça ») à Groddeck.

Le ça (en allemand : das Es) désigne, sous la forme substantivée du pronom personnel de la troisième personne du singulier, au genre neutre, l'une des trois instances de la seconde théorie  de l'appareil psychique élaborée par Freud . Selon Laplanche et Pontalis, il « constitue le pôle pulsionnel de la personnalité ». Les « contenus, expression psychique des pulsions », du ça sont inconscients, « pour une part héréditaires et innés, pour l'autre refoulés et acquis ».
Si, du point de vue économique, le ça est « le réservoir premier de l'énergie psychique », il entre, du point de vue dynamique, « en conflit » avec le moi et le surmoi qui, du point de vue génétique, en sont des différenciations.

## Historique
Sigmund Freud introduit le terme das Es dans Le moi et le ça (Das Ich und das Es, 1923) ; il emprunte ce terme à Georg Groddeck en citant le précédent de Friedrich Nietzsche  chez qui cette notion désignerait « ... ce qu'il y a de non-personnel et, pour ainsi dire, de nécessaire par nature dans notre être ».
Selon Laplanche et Pontalis, Freud retient le Es de Grodeck dans la mesure où l'expression illustre l'idée que « ... ce que nous appelons notre moi se comporte dans la vie d'une façon toute passive et que [...] nous sommes “vécus” par des forces inconnues et immaîtrisables » ; l'expression concorde aussi avec certaines formules de patients comme « ça a été plus fort que moi, ça m'est venu tout d'un coup, etc. ».
Le terme est introduit par Freud au moment de son remaniement topique des années 1920-23,. Outre la définition d'une nouvelle topique, dans laquelle le ça va occuper la place qu'avait l'inconscient dans la topique précédente, la grande refonte freudienne des années 1920-1923 se caractérise également par le remaniement de la théorie des pulsions et par l'élaboration d'une nouvelle psychologie du moi « prenant en compte ses fonctions inconscientes de défense et de refoulement ».

## Le ça de la seconde topique freudienne
Cette section ne s'appuie pas, ou pas assez, sur des sources secondaires ou tertiaires indépendantes du sujet. Le texte peut contenir des analyses inexactes ou inédites de sources primaires.
Pour l'améliorer, ajoutez-en, ou placez des modèles {{Source secondaire souhaitée}} ou {{Source secondaire nécessaire}} sur les passages mal sourcés. (avril 2021)

Seconde topique freudienne vue par rapport à la première.

À la suite de ses travaux sur les pulsions et le refoulement (circa 1915), Sigmund Freud élabore à partir de 1920 la seconde topique, qui ne remplace pas la première mais se superpose à celle-ci. Il introduit alors dans Le Moi et le Ça (1923) une nouvelle interprétation du fonctionnement de l'appareil psychique reposant sur trois instances.

« Nous donnons à la plus ancienne de ces provinces ou instances psychiques le nom de Ça ; son contenu comprend tout ce que l'être apporte en naissant, tout ce qui a été constitutionnellement déterminé, donc, avant tout, les pulsions émanées de l'organisation somatique et qui trouvent dans le Ça, sous des formes qui nous restent inconnues, un premier mode d'expression psychique. »

— Sigmund Freud, Abrégé de psychanalyse, 1938

#### Textes de référence
- Georg Groddeck, Le livre du ça (Das Buch vom Es : psychoanalytische Briefe an eine Freundin, 1923), Paris, Gallimard 1963 sous le titre: Au fond de l'homme : cela,  (ISBN 2-07-029389-0), 1973  (ISBN 2070288552)
- Sigmund Freud,
  - Le Moi et le Ça (Das Ich und das Es, 1923), traduction de C. Baliteau, A. Bloch, J.-M. Rondeau, OCF.P, tome XVI, Paris, PUF, 1991, p. 255-301,  (ISBN 2 13 043472 X)
  - « XXXIe Conférence », dans Nouvelles conférences d'introduction à la psychanalyse, Paris, Gallimard, 1984 ; « XXXIe Leçon. La décomposition de la personnalité psychique », Nouvelles suite des leçons d'introduction à la psychanalyse (1932 [1933]), in OCF.P,  vol. 19 : 1931-1936, Paris, PUF, 1995  (ISBN 2-13-047055-6) ; 2004  (ISBN 2-13-054233-6), p. 140-163.

#### Études
- Jean-Luc Donnet, « Moi et le Ça (Le-) » (article), dans Dictionnaire international de la psychanalyse (dir.: Alain de Mijolla), tome II, Calmann-Lévy (2002), Hachette-Littératures, 2005, p. 1087-1089.
- (coll.) Le ça, le moi, le surmoi : la Personnalité et ses instances, anthologie de textes de Groddeck, Freud et Lebovici, Paris, Sand & Tchou, 1997,  (ISBN 2710705923).
- Jean Laplanche : Problématiques IV. L'Inconscient et le ça, PUF-Quadrige, 1998  (ISBN 2-13049-512-5)
- Jean Laplanche, Jean-Bertrand Pontalis, entrée: « Ça », Vocabulaire de la psychanalyse (1967), PUF-Quadrige, 5e édition, 2007, p. 56-58  (ISBN 2-13054-694-3)
- Michèle Porte, « Ça » (article), dans Dictionnaire international de la psychanalyse (dir.: A. de Mijolla), tome I, Hachette-Littératures, 2005, p. 263-266.
- Elisabeth Roudinesco et Michel Plon, Dictionnaire de la psychanalyse, Paris, Fayard, coll. « La Pochotèque », 2011 (1re éd. 1997), 1789 p. (ISBN 978-2-253-08854-7)